# 小行星435728
小行星435728（435728 Yunlin），臨時編號2008 UA84，是一顆位於小行星帶的小行星。由鹿林天文台於2008年10月22日發現。
該小行星以台灣西部的雲林縣命名，雲林是以農業聞名的平地，農產品包括柚子、茶葉、酸菜、木瓜和甜瓜。。